# Prästens lilla kråka
Prästens lilla kråka är en sånglek, numera barnsång, som även används vid dans kring julgran och midsommarstång. Musikaliskt är det en polska. Det finns flera varianter om vems lilla kråka det är, till exempel Mormors, Mosters, Prostens och så vidare. Prästens är dock den vanligaste. 
När man dansar runt julgranen eller midsommarstången drar sig ringen inåt och utåt och splittras sedan och kastar sig på golvet/gräset.
När den sjunges med ett barn i knät så gungas barnet åt ena hållet samtidigt som "kråkan" slinker hit och dit och då man i sången kommer till "slank ned i diket" så särar den sjungande på låren så att barnet får en känsla av att slinka ned.

## Inspelningar
En tidig inspelning gjordes i akustisk version av Eric Sellin i Stockholm 1912 under titeln "Gammal polska från Nerike (Prestens krage)", och utkom på skiva samma år. En annan tidig inspelning gjordes av Anna Jönsdotter i augusti 1898.
Sången finns också inspelad med Glenmarks på julalbumet Jul a la carte 1974., samt med Anita Lindblom på julalbumet Jul med tradition 1975.

### Fotnoter
1. ↑  ”Blinda Kalles vals”. 1 mars 1912. http://smdb.kb.se/catalog/id/002021031. Läst 19 maj 2011.
2. ↑  ”Björneborgarnas marsch ; Prästens lilla kråka”. 1 mars 1898. http://smdb.kb.se/catalog/id/001501261. Läst 23 augusti 2014.
3. ↑  ”Jul a la carte”. 1 mars 1975. http://smdb.kb.se/catalog/id/001884784. Läst 19 maj 2011.
4. ↑  ”Jul med tradition”. 1 mars 1975. http://smdb.kb.se/catalog/id/001887301. Läst 19 maj 2011.